# غرايم لي
غرايم لي (بالإنجليزية: Graeme Lee)‏ (31 مايو 1978 بميدلزبرة في المملكة المتحدة - ) هو لاعب كرة قدم بريطاني في مركز الدفاع. لعب مع برادفورد سيتي وشروزبري تاون وشيفيلد وينزداي ونادي دونكاستر روفرز ونادي هارتلبول يونايتد ونوتس كاونتي ونادي سلتيك نايشون ودارلينجتون إف سى.

## وصلات خارجية
- غرايم لي على موقع قاعدة بيانات كرة القدم.إي يو (الإنجليزية)
- غرايم لي على موقع Soccerbase.com (لاعب) (الإنجليزية)